# Hidalgo terranea
Hidalgo terranea là một loài bướm đêm trong họ Geometridae.